# Timurtaşoğulları
Els timurtaşoğulları foren una dinastia de guerrers turcs al servei de l'Imperi Otomà.
El primer conegut fou Aykut Alp, (mort el 1326) pare de Kara Ali Beg que va conquerir Hereke (al golf de Nicomèdia) i es va destacar al setge d'Aydos. A la seva mort en data no esmentada el va succeir el seu fill Timurtaix (mort el 1404) que va lluitar a la vall del Tunja a Bulgària conquerint Yeñidje Kisilaghac, Hajji Khalifa i Yanboli (1367); el 1375 fou beglerbegi de Rumèlia en comptes de Lala Xahin que havia mort; va fundar l'organització dels sipahis; el 1382 va fundar les fortaleses de Monastir, Prilep, Ixtip i va creuar el Vardar; després va atacar el Karli-Ili (Etòlia i Acarnània) el 1385 i va fer una incursió contra Arta (Grècia). El 1386 va lluitar a Anatòlia a la batalla de Konya contra el beg de Karaman, en la qual es va distingir; fou nomenat governador de Germiyan en absència del príncep Yakub; el 1390 va tornar als Balcans i va conquerir Kratovo a l'est d'Uskub (Skopje); el 1391 Ala al-Din Beg de Karaman va atacar Brusa i Timurtaix el va combatre i fou fet presoner, però un temps després fou alliberat; aprofitant el moment de la batalla de Nicòpolis (25 de setembre de 1396) Ala al-Din Beg va atacar Ankara però el 1397 Timurtaix el va derrotar en la batalla d'Akçay; Ala al-Din va fugir a Konya on els habitants de la ciutat el van entregar al general otomà que el va fer matar (tot i ser cunyat del sultà) i el sulta va annexionar el seu territori (tardor de 1397); Timurtaix va ocupar llavors Kianghri, Behesni i Malatya als turcmans i Dewrigi (Tefrícia); també va ocupar Darende i Kemakh.; va lluitar en la batalla d'Ankara el 20 de juliol de 1402 on fou fet presoner. Com que havia acumulat riqueses injustificades fou alliberat tard i es va posar al servei del príncep İsa Çelebi i fou assassinat pel seu propi servidor al servei del seu germà, el futur Mehmet I. Va deixar quatre fills, tots d'alguna rellevància, dels quals hi va haver deu descendents.